# Horloge Millénaire

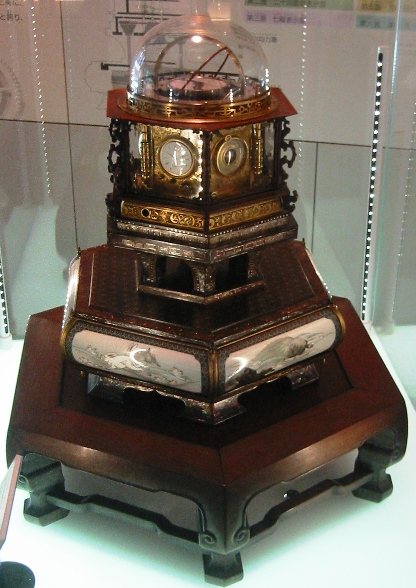
L'Horloge Millénaire Tanaka Hisashige, au Musée national de la Nature et des Sciences de Tokyo.

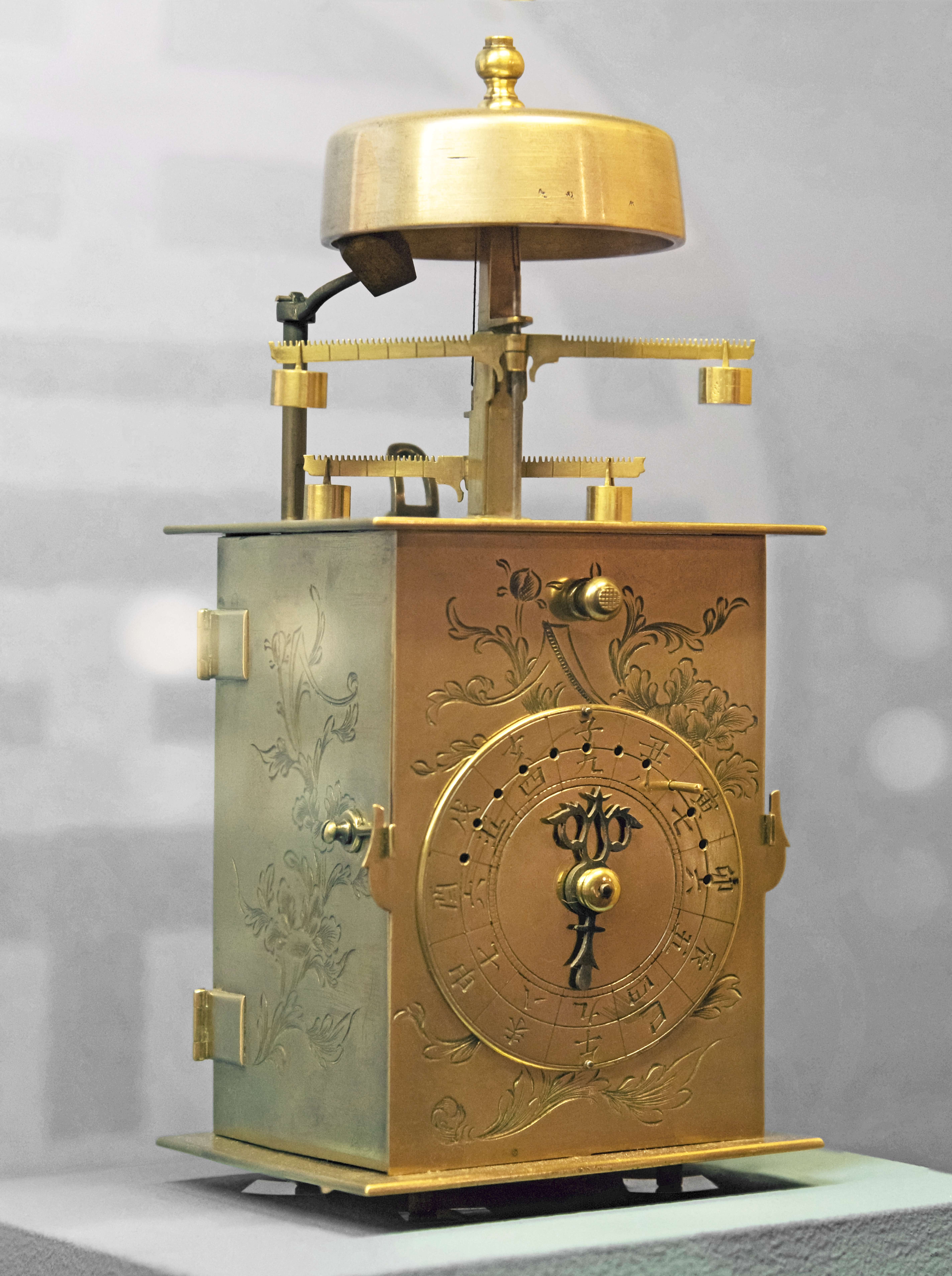
L'horloge montre l'heure et la date selon le calendrier japonais.

L'Horloge Millénaire  (万年自鳴鐘, Mannen Jimeishou), est une horloge universelle construite par l'inventeur japonais Hisashige Tanaka en 1851. Elle appartient à la catégorie des horloges japonaises appelées Wadokei. Pour le gouvernement japonais, cette horloge présente un capital culturel important.
L'horloge est animée par un ressort. Une fois qu'elle est entièrement remontée, elle peut fonctionner pendant une année sans intervention extérieure. Elle montre le moment de 7 manières (la saison, le jour de la semaine, le mois, la phase lunaire, l'heure japonaise, la période solaire.) Elle sonne également chaque heure. Elle est composée de plus de 1 000 pièces, et on dit que Tanaka les a faites tout seul avec des outils simples tels que des limes et des scies. Cela a pris plus de 3 ans pour qu'il finisse la construction.
En 2004, un projet financé par le gouvernement japonais a essayé de copier cette horloge. Plus de 100 ingénieurs ont rejoint le projet et cela a pris plus de 6 mois avec les dernières technologies. Cependant, il ne fut pas possible de copier exactement certaines parties, telles que la plaque métallique en laiton utilisé en tant que ressort, avant la présentation à l'Exposition spécialisée de 2005.
L'horloge originale est exposée au Musée national de la Nature et des Sciences de Tokyo, alors que la copie se trouve à Toshiba.
L'horloge, techniquement comparable aux horloges occidentales contemporaines, a été développée par une combinaison de savoir-faire japonais et de l'étude des sciences occidentales (« Rangaku »), au cours de la période isolationniste du Japon.
L'horloge est listée au no 22 de l'Héritage d'Ingéniérie Mécanique de 2007.